# Мила Власковска
Мила Василева Власковска е български учен, професор по фармакология към Университетската катедра по фармакология и токсикология, Медицински факултет, Медицински университет - София. В периода 2004 – 2008 година е заместник-декан на Медицинския факултет при Медицинския университет. От 2008 година е член-кореспондент на Българската академия на науките. Национален консултант по фармакология към Министерството на здравеопазването.

## Биография
Мила Власковска завършва хуманна медицина в Медицинския университет, София, през 1972 г. През 1981 – 1983 г. прави хумболтова специализация във Фармакологичния институт към Университета във Фрайбург.
През 1984 г. става доктор по медицина; през 1997 г. – доцент по фармакология; през 2002 г. – доктор на медицинските науки; през 2003 г. – професор по фармакология. През 2008 г. е избрана за член-кореспондент на БАН.
През 2000 – 2001 година отново прави хумболтов престой, като гост-професор и научен консултант на докторанти в Центъра по невронауки на Университета във Фрайбург. Има ангажименти към Хумболтовия съюз в България като поканен лектор на хумболтови дни в София.
Областите на научните ѝ интереси са фармакологична модулация и молекулни и интегративни основи на болката и адикцията. Изучава на ниво организъм, клетка и молекула фундаменталните механизми на болката, аналгезията и опиоидната толерантност/зависимост и възможностите за механизъм-базирано индивидуализиране на терапията.
Чл.-кор. Мила Власковска е носител на наградата Signum Laudis за приноси към Медицинския университет, София.
Мила Власковска умира на 20 ноември 2024 година.